# جنگل (راسک)
جنگل روستایی در دهستان پارود بخش پارود شهرستان راسک استان سیستان و بلوچستان ایران است.این روستا بزرگترین روستای منطقه  راسک میباشد که به دلیل کم آب نشدن رودخانه روستای جنگل در ۷ سال خشک سالی پیا پی به دلیل گود بودن رودخانه هنوز آب آن پا برجا میباشد و در چهار فصل سال آب رودخانه خروشان است و پر آب  مردمان این منطقه هنوز روستای خودشان را ترک نکرداند بلکه روز به روز در حال گسترش هست و به روستای خودشان عشق می ورزند مردمان روستای جنگل مردمی نجیب خون گرم مهمان نواز و به دلیل نزدیک بودن روستای جنگل به مرکز شهرستان راسک به فاصله ۱۵ کیلومتر  اکثر مردمان روستای جنگل در آن شهر تاجر میباشند و ده درصد مردمان روستای جنگل هنوز کشاورزی خودشان را ترک نکردن واز راه کشاورزی امرار معاش میکنند  روستای جنگل چشم انداز بسیار زیبای نسبت به سایر روستاهای منطقه میباشد ولی به دلیل فاصله داشتن ۲ کیلومتری روستا از جاده اصلی ایرانشهر به راسک استقبال چندانی از طرف مسافران نمیشود و اکثر مردمان روستای جنگل که ۴۰۰۰ هزار نفر جمعیت دارد با همدیگر فامیل میباشند و اکثر مردمان نواده ( میر عبدالخان ) موسس روستای جنگل میباشند و فامیل های که در روستای جنگل زندگی میکنند سینایی ،رندبلوچ ،ابروفراخ،بقائی،آسکانی، برهانی، برشان، دهقانی، درزاده،رسولی و ... میباشند .
و در آن طرف رودخانه روستای جنگل روستای کوچک به اسم مزرعه جنگل می باشد که قبلا جزو روستای جنگل بوده ولی اخیرا از روستای جنگل جدا میباشد مردمان روستای مزرعه جنگل به فامیل آسکانی ناز، آسکانی گل، آسکانی پرست و....
اگر قصد سفر به روستای جنگل را دارید  بهتون پیشنهاد میکنم که حتما این چشم انداز و رودخانه پر آب روستای جنگل را از دست ندید 
نوشته شده توسط : نظام برهانی

## کشاورزی
به جهت رد شدن رودخانه پرآب سرباز از حاشیه این روستا کشاورزی رونق دارد و منظره‌های طبیعی و زیستگاه دائمی تمساح پوزه کوتاه تالابی در حال انقراض نادر و انواع ماهیان بزرگ و کوچک شکل گرفته‌است. جنگل و شوشگیم و فروزآباد با محوریت جنگل تنها نقاطی از رودخانه سرباز می‌باشند که آبشان در بیش‌تر مواقع جاری است که باعث کشاورزی پرمحصول می‌شود. محصولاتی نظیر خرما و انبه و موز و انواع مرکبات و انواع میوه‌های باغی و برنج و گندم و انواع سبزیجات در روستا کشت می‌شود.

## جمعیت
بر پایه سرشماری عمومی نفوس و مسکن در سال ۱۳۹۵ جمعیت این روستا ۳٬۰۷۱ نفر (۷۰۹خانوار) بوده‌است.
ک